# هنا القدس (مجلة)

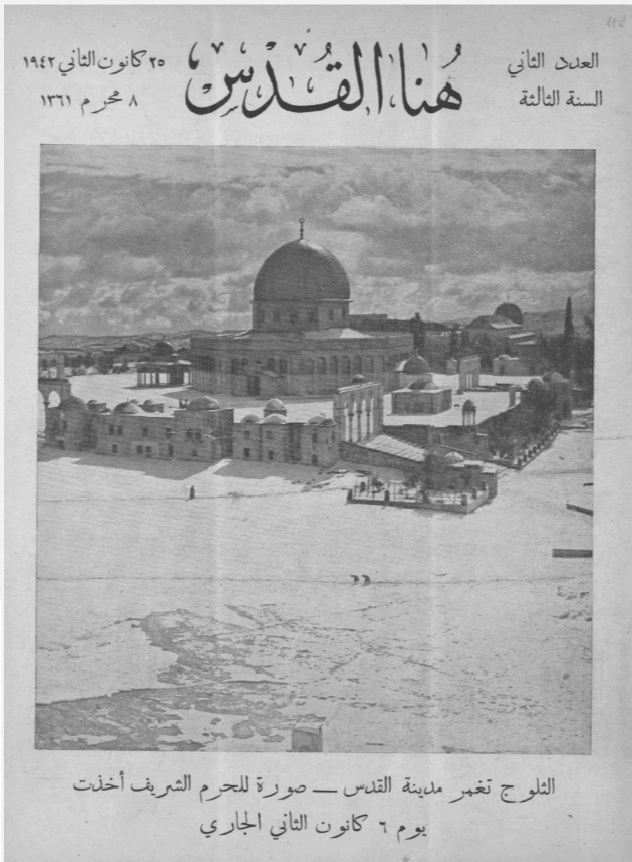
الصفحه الرئيسيه لمجلة "هنا القدس"

مجلة ھنا القدس مجلة نص شهرية مقدسية ثقافية، صدر العدد الأول منها في تاريخ 19، كانون ثاني في العام 1940، ركزت المجلة القضايا الفنية كالاشعار ومجالات أخرى كالامور الدينية، كما وبينت اهتمامها بقضايا الحرب العالمية الثانية وسيرها خاصة المتعلقة بانتصارات الجيش البريطاني، إضافة لذلك نشرت المجلة برنامج اذاعة فلسطين خلال الأسبوعين المقبلين. كما وكانت تنشر المجلة أحيانا تقارير موسعة عن قضايا متعددة كالتعليم في فلسطين، الصناعة في نابلس، التقدم العلمي في رام الله وغيرها من المواضيع.
بحسب اقوال الباحث يعقوب يهوشع توقفت المجلة عن الصدور في تاريخ «31، كانون الأول،1942» حيث نشرت مقالة حملت عنوان «من المحرر إلى حضرات القراء الكرام» وفيها يقول: «وأما هذا العدد الذي بين أيديكم الآن من» هنا القدس «فهو آخر عدد منها يصل اليكم في ختام مرحلة الثلاث سنوات».